# Список членов Северного кружка любителей изящных искусств
Северный кружок любителей изящных искусств — культурно-просветительское общество, организованное в Вологде местными художниками и другими представителями интеллигенции, и существовавшее с 1906 по 1920 годы.
Список составлен на основе состава кружка, опубликованного в 1916 году в Отчёте кружка за 1914—1915 годы, когда кружок насчитывал 87 действительных членов. Если не указано иначе, информация о членстве получена из этого списка. В случае если сведения взяты из другого источника, приведена соответствующая ссылка.
1. Арбузов, Павел Михайлович
2. Белозеров Анатолий Нилович
3. Белозеров, Нил Нилович
4. Беляев, Константин Иванович
5. Блазнов, Александр Петрович
6. Борисов, Александр Алексеевич
7. Бренайзен, Берта Славовна
8. Брянчанинова, София Алексеевна
9. Бурлов, Яков Александрович
10. Быченская, Наталия Борисовна
11. Вахрушов, Феодосий Михайлович
12. Вельс, Мария Максимилиановна
13. Воденко, Виктор Иванович
14. Воденко, Екатерина Григорьевна
15. Волков, Георгий Николаевич
16. Волков, Николай Александрович
17. Волкова, Елена Николаевна
18. Воронец, Вера Кронидовна
19. Галкин, Алексей Алексеевич
20. Гвоздев, Владимир Андреевич
21. Гейльперин, Ермолай Абрамович
22. Горбунова, Галина Алексеевна
23. Городецкая, Нина Александровна
24. Григорьева, Анна Васильевна
25. Девятков, Фёдор Владимирович
26. Декаленков, Сергей Иванович
27. Дмитревский, Николай Павлович
28. Дмитриев, Николай Павлович
29. Дмитриева, Мария Ниловна
30. Доброумов, Николай Павлович
31. Достойнов, Орест Яковлевич
32. Достойнова, Александра Дмитриевна
33. Евдокимов, Иван Васильевич
34. Зубов, Михаил Владимирович
35. Каль, Ярослав Эмильевич
36. Канарейкина, Августа Ивановна
37. Каринская, Анна Николаевна
38. Катранов, Владимир Петрович
39. Киселёв, Александр Александрович
40. Клыпин, Сергей Васильевич[1]
41. Коноплёв, Василий Дмитриевич
42. Коноплёва, Валентина Дмитриевна
43. Котова, Анна Васильевна
44. Кудрявцев, Николай Анисимович
45. Лансере, Евгений Евгеньевич
46. Лишина, Анна Александровна
47. Лошкова, Нина Павловна
48. Лузан, Юлия Ферапонтовна
49. Лукомский, Георгий Крескентьевич
50. Лызлов, Борис Николаевич
51. Маймистова, Евгения Георгиевна
52. Масленников, Василий Яковлевич
53. Масленникова, Людмила Алексеевна
54. Марков, Николай Феодосьевич
55. Медведев, Пётр Николаевич
56. Микельсон, Иван Вильгельмович
57. Микельсон, Ядвига Петровна
58. Миронова, Елена Ивановна
59. Никуличев, Василий Иванович
60. Перов, Владимир Степанович
61. Перов, Сергей Степанович
62. Перфильев, Борис Александрович
63. Пец, Мария Робертовна
64. Попова, Вера Андреевна
65. Попова, Лидия Александровна
66. Попов-Знаменский, Андрей Васильевич
67. Прилежаева, Ольга Николаевна
68. Репин, Илья Ефимович
69. Румянцев, Николай Николаевич
70. Рухлов, Сергей Васильевич
71. Саблина, Елена Казимировна
72. Свешников, Владимир Иванович
73. Сидоров, Дмитрий Васильевич
74. Скородумов, Иван Лаврентьевич
75. Скудос, Яков Оттонович
76. Смирнов, Николай Николаевич
77. Соловьёв, Василий Иванович
78. Соловьёва, Лидия Сергеевна
79. Суворов, Иван Николаевич
80. Трапицын, Азарий Иванович
81. Ульяновский, Николай Иосифович
82. Усков, Александр Петрович
83. Федышин, Иван Васильевич
84. Шадрина, Руфина Павловна
85. Швецов, Борис Николаевич
86. Шелянин, Илья Иванович
87. Шелянина, Анна Кузьминична
88. Эрнст, Сергей Ростиславович